# Vespa (film)
A Vespa 2010-ben bemutatott magyar filmdráma, melyet Groó Diana írt és rendezett. A filmet 2010. szeptember 23-án mutatták be először a mozikban.

## Cselekmény
A történet főszereplője a berekháti, 12 éves, roma származású Orsós Lali. Lali minden napot a legjobb barátjával, Ernővel tölt, Lali apja otthagyta a családot, anyja új férfival, Sándorral él. Lalinak nagyon hiányzik az apja, aki Budapesten, a 4-es metró építésén dolgozik. Lali elcserél Ernővel egy MP3-lejátszót egy telefonra, másnap pedig kártyajátékon nyer egy csokit. A csomagolásában talál egy győztes szelvényt, mellyel egy Vespa robogót vehet át Budapesten. Lali a nagy nap reggelén Ernőék háza előtt vár, de Ernőt apja viszi iskolába, így nem tud Lalival megszökni.
Lali felszáll a vonatra, ami lerobban egy pusztaságban, így gyalog kell mennie. Ki is áll stoppolni az országútra, de senki nem veszi fel, kivéve egy roma utcazenészt, aki kérdezgeti a fiút úti céljával kapcsolatban. Az utcazenész Budapesten a Nyugati téren szokott poharakon zenélni. Megérkeznek Budapestre, ahol az utcazenész ki is rakja Lalit a Dohány utcában, ugyanis ott vehető át a robogó. A szelvényen szereplő helyszín egy belvárosi parkoló, a romos bérkaszárnyák között. Lali bemegy a szelvényen helyszínként szereplő belvárosi parkolóba, de nem talál robogót, és a biztonsági őr is kizavarja. Lali meglátja, hogy fiatalok bemennek a parkolóba focizni, így megy utánuk, és beveszik kapusnak. Később egy ember az áhított Vespa robogón érkezik meg az egyik mobilházba. Lali bemegy a férfi után, hogy felmutassa a szelvényt. A férfi nem adja oda Lalinak a robogót, azzal a kifogással, hogy nincs vele felnőtt kísérő.
A fiatalok elhívják a Westendbe, mert mennek mobilt vásárolni. Lali megmutatja a saját telefonját, de a többi fiú leszólja azt. Lali szomorúan kezd el bandukolni a városban, apját keresve. Elmegy egy építkezésre, és szól a munkásoknak, hogy hívják le a darukezelőt, mivel ott az apja. Lejön, és elzavarja a gyereket. A filmből nem derül ki, hogy a férfi valóban Lali apja volt-e, vagy csak egy idegen férfi. Ezután Lali elmegy a Nyugati térre, ahol találkozik a poharakon játszó utcazenésszel. Huligánok felborítják a kis asztalt, összetörve a zenélésre szolgáló poharakat. A kiérkező járőrök elzavarják az utcazenészt, mivel lejárt az engedélye. Elmegy Lalival a robogót kínáló férfihoz, Lali apjának adva ki magát, de a robogós hangos káromkodással zavarja ki őket a helyiségből (kiderül, hogy a robogót kínáló férfi a Bónusz csokoládé főnöke). Az utcazenész visszamegy a férfihoz, ezalatt Lali ellopja a robogót és elszáguld vele. Később az utcazenész egy dugóban találja meg Lalit, mivel kisebb balesetet okoz robogójával. Nagyjából megtanítja balesetmentesen közlekedni a robogóval Lalit, és másnap Lali hazaindul a járművel, mögötte az utcazenész kíséri autójával, de idővel elkanyarodik, és otthagyja a fiút.
Estére kifogy a benzin a robogóból, és Lali talál egy romos szervizt, ahová elviszi járművét. Két férfi ahelyett, hogy segítene Lalinak, egy ezrest adva cserébe elveszik tőle a robogót és figyelmeztetik a fiút, ne kövesse őket. Lali mégis ott sétál a két férfi mögött és megpróbálja visszaszerezni a robogót. Lalit üldözőbe veszik és összeverik. Másnap Lali monoklival a szeme alatt már Ernő, és a többi gyerek társaságában áll, és nagyon haragszik Ernőre, amiért nem ment vele.

## Szereplők
- Tóth Sándor – Orsós Lali
- Nyakó Júlia – Lali édesanyja
- Bajomi - Nagy György - Csokoládégyár igazgatója
- Balogh Rodrigó
- Puporka János
- Szabó Simon

## Kritikai fogadtatás
A  filmet a 41. Magyar Filmszemle bemutatója után elsőként a Variety magazinban méltatták. A Magyar Narancs szerint: „Groó Diana nekifut az alig is lehetségesnek - s az eredmény láttán nyugodtan állíthatjuk, nem tette hiába.”
Az Élet és Irodalomban Báron György filmkritikus így értékelte a filmet: „A neorealista hagyomány rég megtört már, legalábbis a nyugati filmkészítésben; korunkban csak néhány keleti - mindenekelőtt iráni és török - mozgóképet fűt át az az éthosz, ami De Sica, Visconti, Rosselini, Fellini korai munkáit beragyogta. És most, örömteli meglepetésként, Groó Diána filmjét, a Vespát.”
Prae.hu művészeti portál, Zalán Márk kritikája szerint: „Groó Diana olyan közösséget jelenít meg, melyet nagyjátékfilmben ritkán látni. Elhatárolódik a naturális ábrázolástól és az ítéletalkotástól, helyette viszont egy pontosan és szépen összerakott filmet készített, melynek íve ugyan tündérmesébe illik, a befejezése már kevésbé.”
Sós Mária rendezőnő szerint a film erősen sarkít, de úgy vélte, „Groó bár szépíti a kisfiú körüli világot, de ezt szeretetből teszi, így maximum a hitelességet rontja”. Az Origo.hu kritikusa úgy fogalmazott, „...a kisfiú személyes drámáját agyonnyomja a túl direkt társadalomkritika, a hitelességet és természetességet pedig folyton megzavarják a mű helyzetek és párbeszédek”. A Revizor portál kritikája szerint ugyanakkor „Groó Diana finoman komponált, lírai mesét szőtt a kisfiú köré, amelyben a cigányság mint téma képes úgy megjelenni, hogy nem nehezedik rá a társadalmi viszályok súlya. Ennek köszönhetően nem a tolerancia, hanem az élő jelenlét teszi szerethetővé Lalit, a telepet, és persze a Vespát”.
Az Index szerint a filmet a premiert követő héten csupán 91 fővárosi néző tekintette meg. Balogh Ákos Gergely politikai újságíró kifejtette, hogy a Vespa „Igazi propagandafilm, ráadásul rosszul elkészített, csetlő-botló propaganda.” 

### Díjak
A kritikák méltatták a főszereplő Tóth Sándor alakítását, akinek amatőr gyermekszínészként ezt volt az első filmszerepe. A 2010-es Magyar Filmszemlén megnyerte színészi különdíjat.
- Magyar Filmszemle (2010)  
  - Színészi különdíj – Tóth Sándor
  - Legjobb eredeti filmzene – Kardos Dániel
- Olympia Nemzetközi Filmfesztivál (2011)  
  - Legjobb fiatal színész díja – Tóth Sándor
- Terra di Siena International Film Festival (2010) 
  - UNICEF különdíj
- Geneva International Film Festival (2010) 
  - Reflet d'Or – Legjobb rendező díja
- Cottbus Filmfesztivál (2010)  
  - Német Külügyminisztérium Dialóg díja
- Los Angeles Magyar Filmfesztivál (2010)
  - Legjobb film díja